# Iveco Cavallino
L'Iveco Cavallino et l'Iveco Cursor sont des véhicules industriels de moyen-lourd tonnage - 17 / 45 tonnes - camions porteurs et tracteurs de semi-remorques, fabriqués respectivement par les filiales brésiliennes Iveco Brazil et argentines Iveco Argentina du constructeur italien Iveco depuis 2009.

## Historique
Avec ce modèle, la gamme des poids lourds Iveco en Amérique du Sud s'est étendue avec l'adoption d'une nouvelle version du moteur Cursor 8 - (8 litres) 7.790 cm3 de cylindrée, 320 Ch de puissance maximum et un couple qui atteint 1200 N m (123 kgm) - équipé d'une "waste-gate" et d'un turbocompresseur optimisé qui lui donne une performance extraordinaire.
Le Cavallino est facile à conduire avec une boîte de vitesses ZF à 16 rapports synchronisés. Son siège à suspension pneumatique et le volant réglable en hauteur et profondeur assurent un confort de conduite sans pareil.
La gamme se compose d'une version tracteur 450E32T en combinaison 4x2, 6x2 et 6x4 et d'une version porteur 180E32 en combinaison 4x2, 6x2 et 6x4 avec des empattements de 3.690, 4.185 et 4.815 mm.
Ces deux modèles ont remplacé les modèles lourds de la gamme EuroCargo, lancée en 1995 sur les marchés sud américains. Les modèles moyens tonnage EuroCargo ont été remplacés par la gamme Tector en 2010.
Ces modèles ont bénéficié d'une mise à jour de leur motorisation en 2012 et portent désormais les références 180E33 et 450E33. La puissance du moteur n'a pas beaucoup évolué passant de 320 à 324 Ch mais la consommation et le niveau des rejets polluants ont été sérieusement abaissés.

## Les productions à l'étranger
L'Iveco EuroCargo connait un très gros succès un peu partout dans le monde. L'usine italienne Iveco de Brescia, située entre Milan et Venise assure la totalité de la production des modèles destinés à l'Europe, mais le véhicule est aussi produit dans différents pays :
- Turquie : dans l'usine Iveco Otoyol,
- Argentine : dans l'usine Iveco Argentina. La première version de la gamme a été lancée en juillet 1995. La gamme EuroCargo est presque aussi large que celle connue en Europe. Elle bénéficie des moteurs diesel Fiat 8060-45B, 6 cylindres en ligne turbo de 177 ch, pour les versions de la gamme légère, et du moteur 8040-45 développant jusqu'à 320 ch pour la gamme lourde moyenne. À partir de 2003, les moteurs sont, comme sur les modèles italiens, remplacés par les fameux Tector et Cursor, bénéficiant de la technologie Fiat Magneti-Marelli Common rail.
- Brésil : la gamme Iveco EuroCargo est apparue avec la seconde série en 2003, équipée des nouveaux moteurs common rail Tector.
- Vénézuela dans l'usine Iveco de Vittoria,
- Afrique du Sud dans une nouvelle usine, à partir de 2014.